# Leucothyreus ambrosius
Leucothyreus ambrosius är en skalbaggsart som beskrevs av Ohaus 1918. Leucothyreus ambrosius ingår i släktet Leucothyreus och familjen Rutelidae. Inga underarter finns listade i Catalogue of Life.